# Jonatan Ferreira Reis
Jonatan Ferreira Reis (sinh ngày 30 tháng 6 năm 1989) là một cầu thủ bóng đá từ Codó, Maranhão, Brasil. Ở mùa bóng 2018 anh thi đấu cho PT Prachuap ở Giải bóng đá Ngoại hạng Thái Lan.
Tại Thai League 2 2017, anh thi đấu với Kasetsart FC. Anh là vua phá lưới với 28 bàn.

## Sự nghiệp câu lạc bộ

### Ở quê nhà
Sinh ra ở Codó, Maranhão, Brasil, Reis bắt đầu sự nghiệp với Anápolis mùa giải 2015-16.

### Kasetsart
Reis ký hợp đồng 1 năm với câu lạc bộ Thái Lan, Kasetsart ngày 1 tháng 2 năm 2017 theo dạng chuyển nhượng tự do sau khi được Anápolis giải phóng. Anh là vua phá lưới tại giải vô địch với 28 bàn.

### Nakorn Pathom United
Ở cuối mùa giải 2017, Reis đồng ý chuyển đến Nakhon Pathom United mùa tiếp theo.  Không may, Nakhon Pathom United bị xuống hạng Thai League 4 do không cung cấp tài liệu chính thức về việc đăng ký của câu lạc bộ đúng hạn.

### PT Prachuap
Tại mùa bóng 2018 Reis được cho mượn đến PT Prachuap để thi đấu ở Giải bóng đá Ngoại hạng Thái Lan.

## Danh hiệu
- Vua phá lưới

Thai League 2
 Vô địch: 2017  (28 bàn)